# Maude Delap
Maude Jane Delap (Templecrone Rectory, 7 de diciembre de 1866-Isla de Valentia, 23 de julio de 1953) fue una bióloga marina autodidacta irlandesa, conocida por ser la primera persona en criar medusas en cautiverio y, por lo tanto, observó su ciclo vital completo por primera vez. También participó en un extenso estudio del plancton de las costas de la isla de Valentia.

## Temprana edad y educación
Maude Delap nació en Templecrone Rectory, condado de Donegal, la séptima hija de diez del reverendo Alexander Delap y Anna Jane (de soltera Goslett). En 1874, cuando Maude tenía ocho años, la familia se mudó a la isla de Valentia cuando su padre se convirtió en el rector de la isla y de Cahirciveen. Maude y sus hermanas recibieron muy poca educación formal en contraste con sus hermanos, aunque se beneficiaron de una enseñanza en la escuela primaria progresiva. Maude y su hermana Constance fueron alentadas en su interés por la zoología y la biología por parte de su padre, quien publicó notas en el Irish Naturalist y en otros lugares.

## Recolección e investigación
Maude y su hermana Constance fueron prolíficas coleccionistas de especímenes marinos, muchos de los cuales se encuentran actualmente en las colecciones del Museo Nacional de Historia Natural de Irlanda, en Dublín. Sobre la base de su trabajo, la Real Academia de Irlanda llevó a cabo un estudio dirigido por Edward T. Browne de la University College London en 1895 y 1896, un precursor del Clare Island Survey. Tras esta colaboración, las hermanas Maude y Constance Delap continuaron recolectando especímenes mediante dragados y redes de arrastre, además de registrar la temperatura del mar y los cambios en la vida marina. Maude mantuvo correspondencia con Browne, enviándole muestras, especímenes y dibujos, hasta su muerte en 1937.
Maude Delap se interesó cada vez más en el ciclo de vida de varias especies de medusas y fue la primera persona en criarlas con éxito en cautiverio en su laboratorio casero utilizando acuarios caseros. Crio Chrysaora isosceles y Cyanea lamarckii  en campanas de vidrio y publicó los resultados, observando sus hábitos de reproducción y alimentación. Fue debido a este trabajo pionero que se identificó por la primera vez a qué especie pertenecen las distintas etapas del ciclo vital (medusa e hidra). Su laboratorio fue conocido, como el departamento, que su sobrino, Peter Delap, describió como un "revoltijo heroico de libros, especímenes, acuarios, con su penetrante olor a marea baja".
Debido a sus contribuciones a la biología marina, en 1905 le ofrecieron un puesto en Estación Biológica Marina de Plymouth, pero lo rechazó debido a la reacción de su padre, que supuestamente fue "Ninguna hija mía se irá de casa, excepto como mujer casada". El interés de Delap en la flora y fauna continuó en muchas forma, durante el período de entreguerras fue la encargada de registrar oficialmente los varamientos de ballenas en el suroeste de Irlanda para un estudio dirigido por Francis Charles Fraser, del Museo Británico, que incluyó la identificación de un zifio de True que apareció en la isla. Se trataba de una especie de ballena que hasta entonces solo se conocía a partir de un ejemplar incompleto de los Estados Unidos.

## Vida posterior y reconocimiento
Delap dio nombre a una anémona de mar en su honor, Edwardsia delapiae, que registró por primera vez en la hierba marina en las costas de la isla de Valentia. Esta anémona se encuentra en aguas marinas poco profundas y es desconocida fuera de la isla de Valentia. El nombre había sido sugerido por Thomas Alan Stephenson en su libro British sea anemones. Stephenson señaló en su libro que "la habilidad y la persistencia de la señorita Delap en la recolección de especies raras son infatigables".
En 1936, Delap se convirtió en socia de la Sociedad Linneana de Londres. Murió en julio de 1953, falleciendo luego que todos sus hermanos, y fue enterrada junto a sus hermanas cerca de Knightstown, condado de Kerry.
El Comité Nacional Irlandés de Placas Conmemorativas en Ciencia y Tecnología erigió una placa en 1998 en la isla de Valentia. Maude Delop también fue el objeto de una obra de arte de Dorothy Cross, que explora su vida e interacción con científicos y artistas contemporáneos.

## Publicaciones
Entre 1901 y 1924, publicó más de 15 artículos en revistas y revistas como Irish Naturalist, Kerry Archaeological Magazine y Fisheries Ireland.
- Browne, Edward Thomas and Delap, Maude Jane (1890) Notebooks, Drawings and Papers on Hydrozoa and Other Coelenterates from Valencia, Port Erin, Plymouth and Elsewhere
- Delap, Maude Jane (1899) Diary Recording Observations on Coelenterata and Other Marine Animals Around Valencia, Ireland